# 안장왕

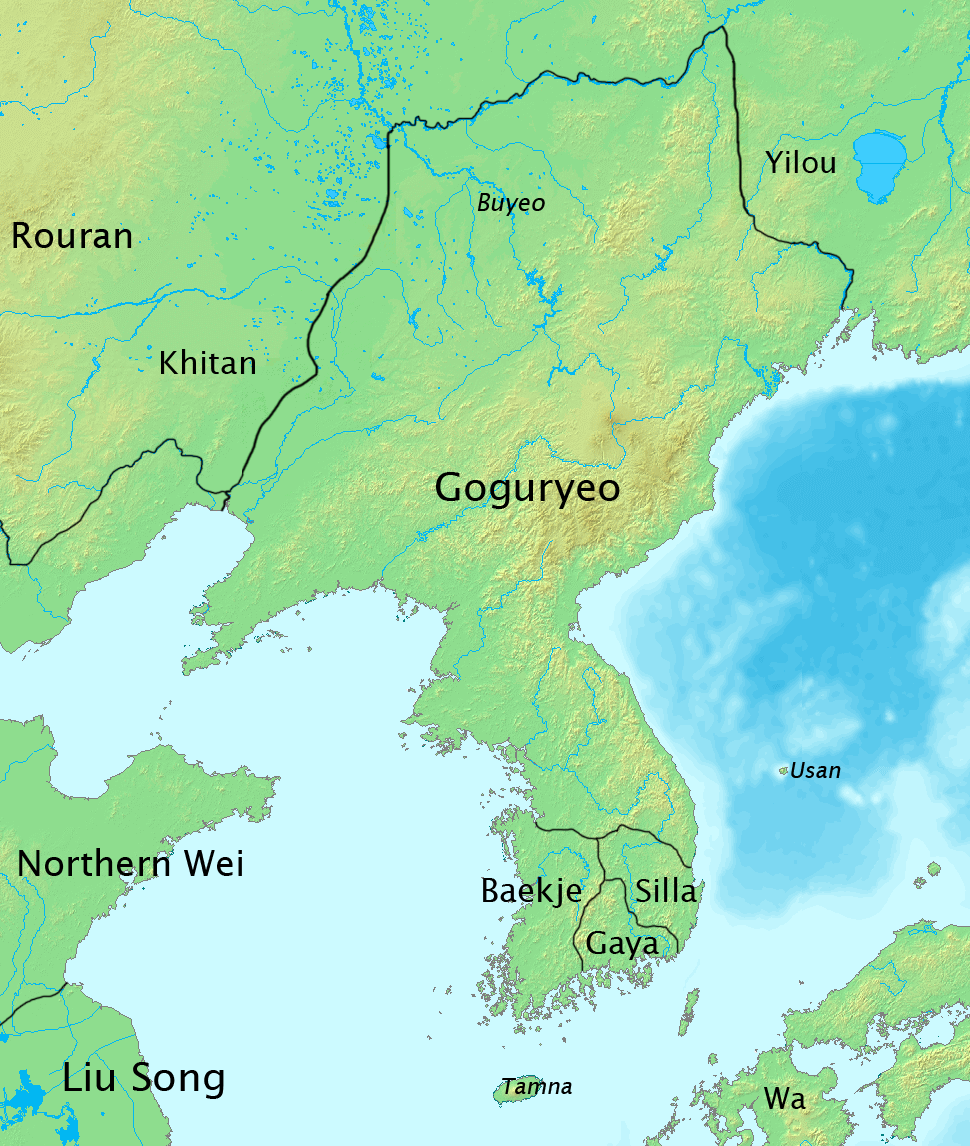

안장왕(安臧王, 498년 1월 이전 ~ 531년 5월, 재위 : 519년 ~ 531년 5월)은 고구려의 제22대 국왕이다.
휘는 흥안(興安)이고, 위서(魏書)와 양서(梁書)에는 이름이 안(安)으로 되어있다. 문자명왕의 장남이며, 498년(문자왕 7년)에 태자가 되어 519년에 문자명왕이 죽자 왕위에 올랐다. 구당서와 일본서기, 신찬성씨록에는 흥안왕으로 나온다.

## 생애
문자명왕 이후, 중국 남북조 왕조에게 외교를 계속하였다. 양나라에서는 520년 2월에 영동장군 도독영평이주제군사 고구려왕(寧東將軍 都督営平二州諸軍事 高句麗王)으로 책봉 되었지만, 이 때 양나라가 파견한 책봉사 강법성(江法盛)이 해상에서 북위군에게 잡히고, 낙양으로 보내졌다. 동년 9월에는 북위(北魏)에서 안동장군 영호동이교위 요동군개국공 고구려왕(安東將軍 領護東夷校尉 遼東郡開國公 高句麗王으로 책봉 받았고, 여전히 남북 양조로부터 높은 평가를 계속 받았다.
재위 5년인 523년에 음력 8월에 군사를 보내 백제를 침공하였다. 재위 11년인 529년에 음력 10월에 오곡(五谷)에서 백제와 싸워서 이기고 2,000여 명을 포로로 잡았다. 재위 13년인 531년에 음력 5월에 왕이 죽었는데, 시해했다는 기록이 일본서기에 전해진다.
한편, 안장왕이 태자 시절 백제와의 전쟁 준비를 위한 정보 수집차 백제에 들어갔을 때, 만난 한주(韓珠)라는 여인과의 사랑 이야기가 전해 내려온다.
일본서기와 신찬성씨록, 일본 고마씨(狛氏) 족보에 의하면 안장왕에게는 복귀군(福貴君)이라는 아들이 있었고, 복귀군은 일본으로 망명하여 고마 씨의 선조가 되었다고 한다.

## 가족 관계
- 아버지 : 문자명왕(文咨明王, ?~519) - 제21대 국왕
- 어머니 : 미상
  - 왕비 : 미상[4]
    - 아들 : 복귀군(福貴君) - 《일본서기》와 《신찬성씨록》에만 나타나는 인물
      - 손자 : 고부련(高夫連)

## 안장왕이 등장하는 작품
- 《제왕의 딸 수백향》 (MBC, 2013년~2014년, 배우: 강신철)

## 기년, 연호
| 안장왕 | 원년   | 2년    | 3년    | 4년    | 5년    | 6년    | 7년    | 8년    | 9년    | 10년   | 11년   | 12년   | 13년   |
| 서력   | 519년  | 520년  | 521년  | 522년  | 523년  | 524년  | 525년  | 526년  | 527년  | 528년  | 529년  | 530년  | 531년  |
| 단기   | 2852년 | 2853년 | 2854년 | 2855년 | 2856년 | 2857년 | 2858년 | 2859년 | 2860년 | 2861년 | 2862년 | 2863년 | 2864년 |
| 간지   | 기해   | 경자   | 신축   | 임인   | 계묘   | 갑진   | 을사   | 병오   | 정미   | 무신   | 기유   | 경술   | 신해   |

## 같이 보기
- 백제
  - 무령왕 (501년~523년)
  - 성왕 (523년~554년)
- 신라
  - 법흥왕 (514년~540년)
- 가야
  - 겸지왕 (491년~521년)
  - 구형왕 (521년~532 또는 562년
- 왜
  - 게이타이 천황 (507년~531년)
- 북위
  - 북위 숙종 효명제 (515년~528년)
- 양
  - 양 고조 무제 (502년~549년)

| 전 대 문자명왕 | 제22대 고구려 국왕 519년 - 531년 | 후 대 안원왕 |